# AB Volvo
De Volvo Group (AB Volvo) produceert vrachtwagens, bussen, scheepsmotoren en constructiemachines en tot 2014 vliegtuigmotoren. De productie van personenauto's is in 1999 afgesplitst en onder de naam Volvo Car Corporation verkocht aan Ford. Volvo Car Corporation is nu onderdeel van Geely.

## Activiteiten
Het hoofdkantoor bevindt zich in Göteborg, Zweden. Volvo produceert zijn vrachtwagens en bussen, ruim 200.000 stuks per jaar, in 18 landen. De voertuigen worden wereldwijd verkocht in zo'n 190 landen. In 2024 was de totale omzet ruim SEK 525 miljard, waarvan bijna 70% afkomstig was van de vrachtwagen verkopen en bijna 20% van constructiemachines.
In 1981 sloeg Volvo een slag. De Amerikaanse fabrikant White Motor Company was failliet gegaan en Volvo kocht de vrachtwagenactiviteiten in de Verenigde Staten van de curator. In 1988 bundelden Volvo en General Motors (GM) hun zware vrachtwagenactiviteiten in Noord-Amerika in de joint venture Volvo GM Heavy Truck Corporation. Volvo stond op de vierde plaats in de markt voor zware vrachtwagens en GM op plaats vijf. De combinatie kwam op plaats drie, na Navistar en Paccar, maar voor Mack. Volvo had 65% van de aandelen in de joint venture en droeg de bestuursverantwoordelijkheid. Hieruit kwam ook een nieuw merk vrachtwagens, White-GMC. In 1997 nam Volvo het minderheidsbelang van GM in de joint venture over. Na deze actie verdween de merknaam White-GMC en de vrachtwagens werden weer verkocht als Volvo. In 2001 kreeg Volvo ook Mack Trucks in handen.
Medio 2008 nam Volvo een belang in de joint venture VE Commercial Vehicle (VECV) in India. De partner is de lokale vrachtwagens producent Eicher Motors Limited. De joint venture produceert vrachtwagens boven de 5 ton en autobussen. In 2013 opende VECV een nieuwe fabriek in Pithampur in de staat Madhya Pradesh met een capaciteit van 25.000 voertuigen per jaar. Bij toegenomen vraag kan de productie verder verhoogd worden naar 100.000 eenheden.
In 2012 introduceerde Volvo de Volvo FE hybrid, een milieuvriendelijke vrachtauto die door een nieuwe techniek tot 30% minder kooldioxide uitstoot en minder brandstof verbruikt.
In januari 2014 kreeg Volvo toestemming om een belang van 45% te kopen in de Chinese vrachtwagen producent Dongfeng Commercial Vehicles (DFCV). In 2011 verkocht Dongfeng 186.000 vrachtwagens waarvan zo'n 140.000 zware en middelzware vrachtwagens die onderdeel gaan uitmaken van DFCV. Volvo betaalde 5,6 miljard renminbi voor dit belang.
De Volvo Group heeft een controlerend belang in Samsung Heavy Construction uit Zuid-Korea.
In december 2019 werd de verkoop bekendgemaakt van UD Trucks aan de Japanse branchegenoot Isuzu Motors. De overname is onderdeel van een strategische samenwerking tussen de twee fabrikanten. De overnamesom is 250 miljard yen (ruim 2 miljard euro). UD Trucks had in 2018 een omzet van omgerekend 2,3 miljard euro en is niet winstgevend. Deze transacte is op 1 april 2021 afgerond. Volvo had UD Trucks in 2007 overgenomen van Nissan Motor voor 834 miljoen euro, maar het had daarvoor al 19% van de aandelen in handen.
Volvo heeft zich ten doel gesteld vanaf 2040 alleen nog voertuigen te leveren die geen koolstofdioxide (CO2) meer uitstoten door de verbranding van fossiele brandstoffen. Het bedrijf verwacht dat de overgrote meerderheid elektrisch zal worden aangedreven maar een deel zal nog worden uitgerust met verbrandingsmotoren die biobrandstoffen of andere niet-fossiele brandstoffen zullen gebruiken. In 2030 wil Volvo al minstens 35% volledig elektrische voertuigen verkopen.

## Eigenaren
In 1993 kocht de Franse automaker Renault een belang in Volvo toen beide bedrijven vergeefs een fusie wilden aangaan. In 2001 werd het belang vergroot toen Renault zijn vrachtwagenactiviteiten, inclusief Mack Trucks, aan Volvo verkocht. Het was lange tijd de grootste aandeelhouder met ruim 20% van de aandelen in het beursgenoteerde bedrijf. In oktober 2010 verkocht Renault zo'n twee derde deel van zijn aandelenbelang in Volvo tot 6,8%. Op 13 december 2012 maakte Renault bekend de resterende aandelen in AB Volvo te verkopen.
In december 2017 kocht het Chinese Zhejiang Geely Holding Group (ZGH), al eigenaar van Volvo Cars, een aandelenbelang van 8,2% in AB Volvo. ZGH heeft zo'n 3,25 miljard euro betaald voor het aandelenpakket en is met de aanschaf de grootste individuele aandeelhouder van het bedrijf geworden. Cevian Capital was de verkoper van het pakket.

## Resultaten
Volvo produceert in de periode vanaf 2004 jaarlijks omstreeks 200.000 vrachtwagens en autobussen. In 2009 daalden de verkopen en winst scherp als een gevolg van de financieel economische crisis. Europa is de grootste afzetmarkt en vertegenwoordigt ongeveer 40% van de omzet van het bedrijf en Noord-Amerika staat op de tweede plaats met ruim een kwart van de omzet.
In juli 2016 kregen vijf Europese vrachtwagenbouwers een boete van 2,9 miljard euro. De Europese Commissie oordeelde dat de fabrikanten verboden prijsafspraken hebben gemaakt. Volvo kreeg een boete van 670 miljoen euro of circa 6,3 miljard Zweedse kronen. Het onderzoek naar de vijf begon in januari 2011 en ze produceren samen 90% van alle middelgrote en zware vrachtwagens in Europa.
Hieronder een overzicht van de productie en financiële resultaten van het bedrijf sinds 2004.
| Jaar | Vrachtwagen- productie | Bus- productie | Omzet (× SEK miljoen) | Netto- resultaat (× SEK miljoen) | Aantal werknemers |
| ---- | ---------------------- | -------------- | --------------------- | -------------------------------- | ----------------- |
| 2004 | 193.220                | 8.232          | 211.076               | 9.907                            | 81.080            |
| 2005 | 214.379                | 10.675         | 240.559               | 13.108                           | 81.860            |
| 2006 | 219.931                | 10.360         | 258.835               | 16.318                           | 83.190            |
| 2007 | 236.356                | 9.916          | 285.405               | 15.028                           | 101.700           |
| 2008 | 251.151                | 9.937          | 303.667               | 10.016                           | 101.380           |
| 2009 | 127.681                | 9.857          | 218.361               | −14.685                          | 90.208            |
| 2010 | 179.989                | 10.229         | 264.749               | 11.212                           | 90.409            |
| 2011 | 238.391                | 12.786         | 310.367               | 18.115                           | 98.162            |
| 2012 | 224.017                | 10.678         | 303.647               | 11.258                           | 98.717            |
| 2013 | 200.274                | 8.910          | 272.622               | 3.802                            | 95.533            |
| 2014 | 203.124                | 8.759          | 282.948               | 2.235                            | 92.822            |
| 2015 | 207.475                | 8.825          | 312.515               | 15.099                           | 88.464            |
| 2016 | 190.424                | 9.553          | 301.914               | 13.223                           | 84.039            |
| 2017 | 202.402                | 9.393          | 334.748               | 21.283                           | 87.104            |
| 2018 | 226.490                | 8.426          | 390.834               | 25.363                           | 92.129            |
| 2019 | 232.769                | 9.731          | 431.980               | 36.495                           | 95.575            |
| 2020 | 166.841                | 6.215          | 338.446               | 20.074                           | 87.492            |
| 2021 | 202.458                | 4.522          | 372.216               | 33.243                           | 82.540            |
| 2022 | 232.558                | 5.815          | 437.479               | 32.969                           | 87.686            |
| 2023 | 246.272                | 5.773          | 552.764               | 49.932                           | 90.735            |
| 2024 | 219.377                | 6.274          | 526.816               | 50.576                           |                   |

## Merken en vestigingen
Volvo Trucks zusterondernemingen in de Volvo Groep omvat Renault Trucks, Mack Trucks, Dongfeng en Eicher.
In 2024 verkocht de groep bijna 220.000 vrachtwagens, hiervan waren er 134.000 van het merk Volvo. Verder werden 57.000 voertuigen van Renault verkocht en 28.000 Mack's. Er werden 3500 elektrische vrachtwagens van deze drie merken verkocht (2021: 371). De deelnemingen verkochten samen nog eens 157.000 stuks, waarvan 90.000 van Dongfeng Commercial Vehicles en 67.000 in India onder het Eicher label.
Afrika
- Casablanca, Marokko
- Tunis, Tunesië
- Durban, Zuid-Afrika

Azië
- Teheran, Iran
- Bangalore, India
- Jeddah, Saoedi-Arabië
- Taipei, Taiwan
- Kuala Lumpur, Maleisië
- Bangkok, Thailand

Europa
- Gent, België
- Göteborg, Zweden
- Umeå, Zweden
- Moskou, Rusland

Noord-Amerika
- Dublin, Verenigde Staten

Oceanië
- Brisbane, Australië

Zuid-Amerika
- Curitiba, Brazilië

## Producten

### Type Trucks

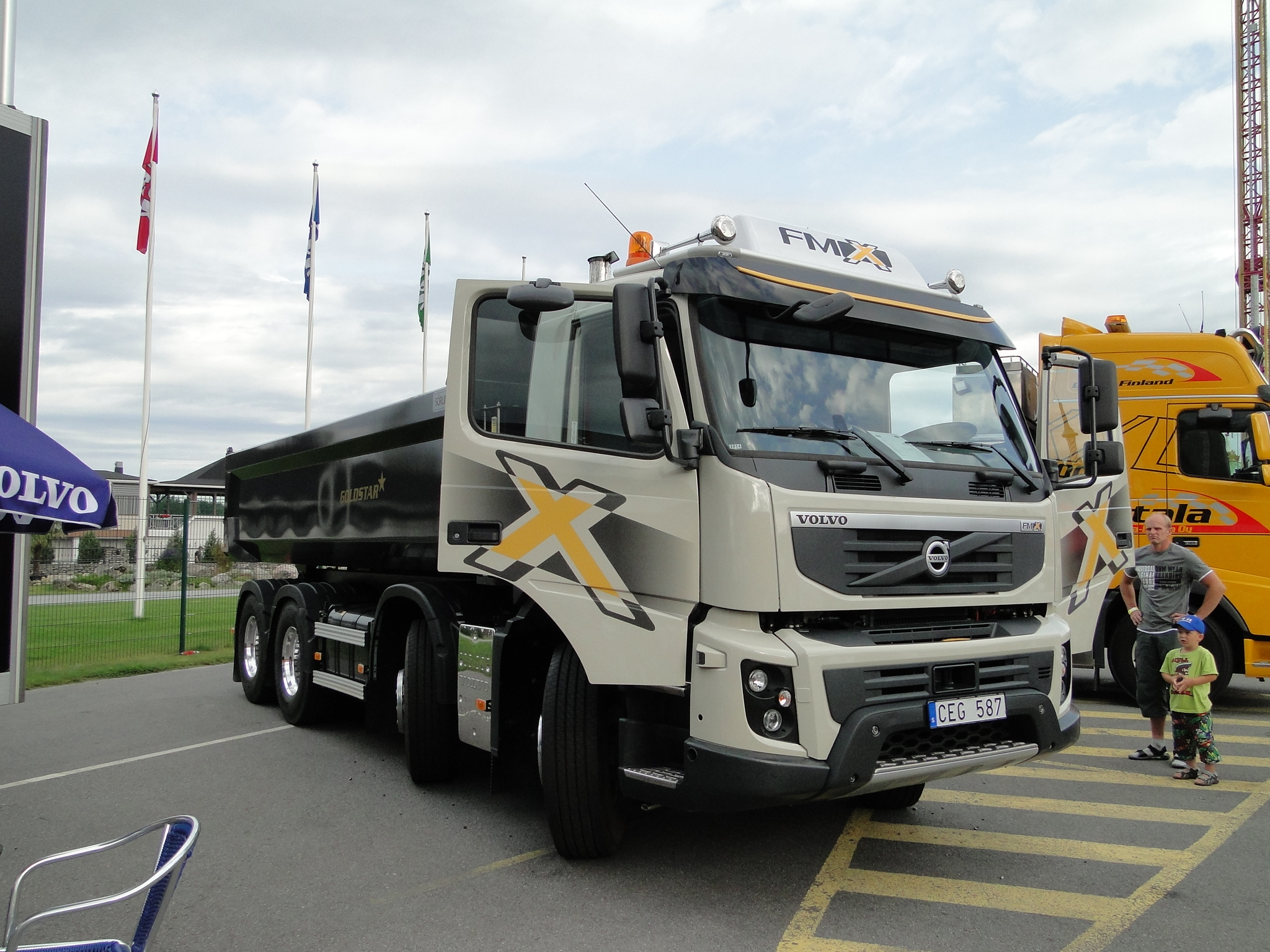
Volvo FMX in Rønne

De Volvo vrachtwagens worden gemaakt in Göteborg (Zweden) en Gent (België).
|  | Huidige modellen - FL - FE - FM - FH - FH16 - FMX | Oude modellen - LV - N - NH - NL - Serie 1 - Titan - FH12 - FH16 - F4, F6, en F7 - F10, F12, en F16 - L340 - LV40-serie - LV60-serie - LV71-serie - LV76-serie - LV81-serie - "Langneus" - "Rondneus" - "Spitsneus" - Snabbe - Viking |

### Bussen

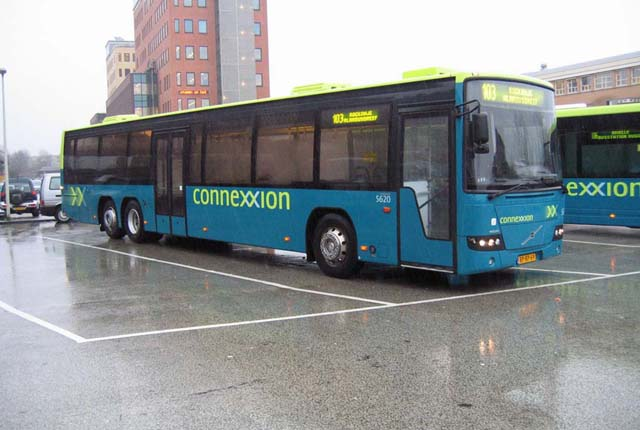
Volvo 8700 6x2 in dienst van Connexxion

Busbouwer Volvo maakte in april 2016 bekend in de nabije toekomst te stoppen met de verkoop van dieselbussen en zich volledig richten op de bouw van elektrische, hybride en elektrische hybride bussen.
In samenwerking met de lokale Volvo-importeur in het Verenigd Koninkrijk werd Ailsa opgezet dat tot en met 1985 buschassis bouwde met Volvo-motoren. In 1981 kocht Volvo carrosseriebouwer Säffle, waarmee het voor het eerst complete bussen zelf kon aanbieden.
De bus-afdeling, dat een zelfstandige onderneming werd in 1983, heeft in de loop van de jaren andere busbouwers overgenomen, zoals de Leyland Bus, de busbouwafdeling van Leyland, de busbouwafdeling van Steyr, touringcarbouwer Drögmöller, de Deense busbouwer Aabenraa, het Finse Carrus, het kocht een aandeel in de Canadese busbouwers Prevost en Nova Bus en het Mexicaanse MASA. Het heeft ook een aandeel in de Israëlische busbouwer Merkavim en het Hongaarse Alfa Bus en had aandelen in het Kroatische Eurobus. Een van de laatste aankopen is de firma Proterra uit Canada.

#### Stadsbussen
- Volvo 7900

#### Streekbussen
- Volvo 8900

#### Touringcars
- Volvo 9500
- Volvo 9700
- Volvo 9900

#### Oudere modellen
- Volvo 7000
- Volvo 7700
- Volvo 8500
- Volvo 8700
- Volvo B7
- Volvo B7L
- Volvo B7RLE
- Volvo B9
- Volvo B10
- Volvo B10BLE
- Volvo B12B
- Volvo B12BLE

## Historische modellen

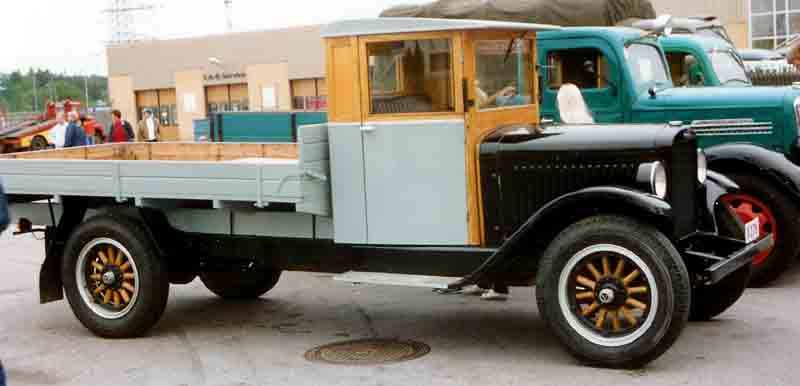
Volvo LV63, 1929

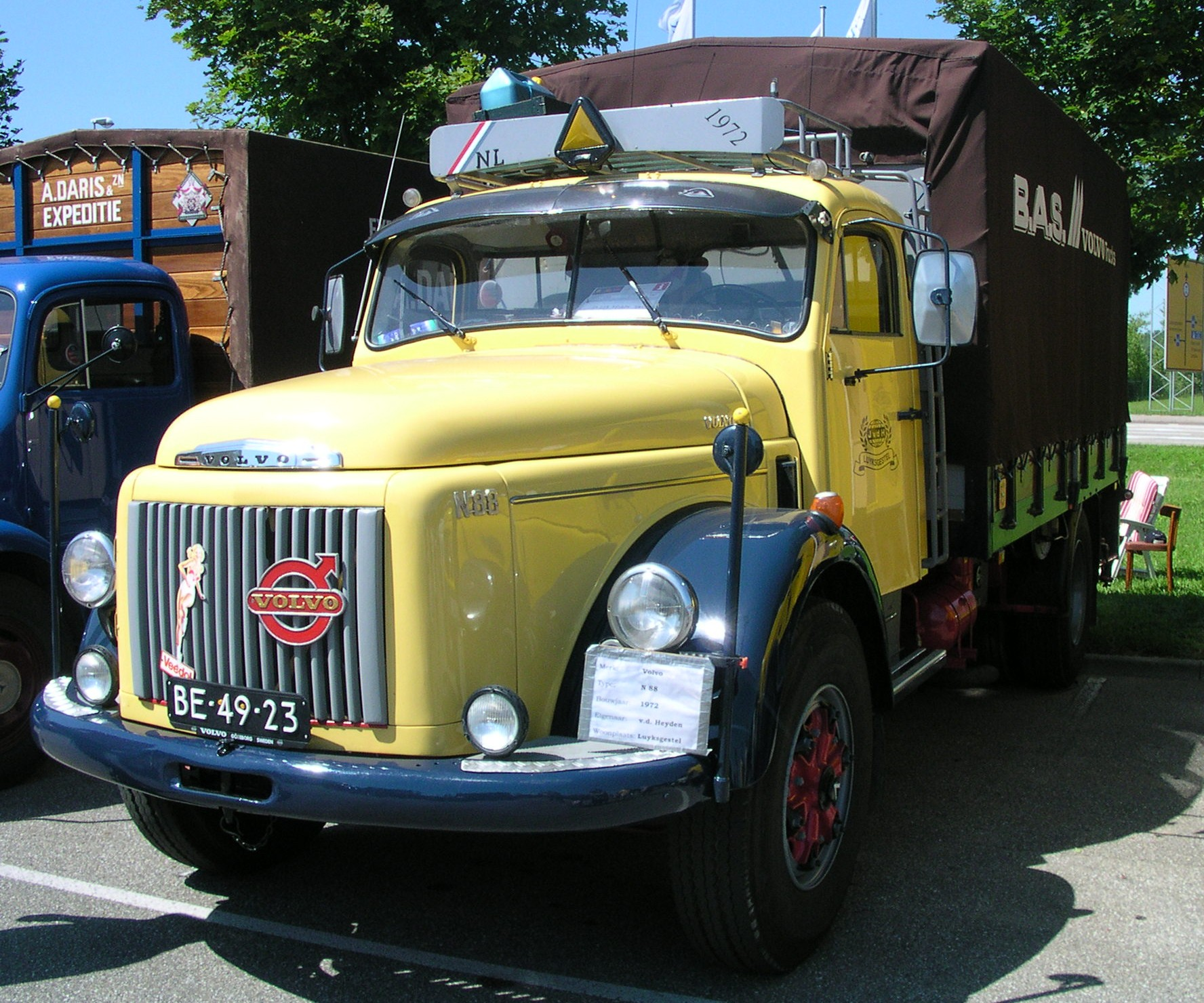
Volvo N88

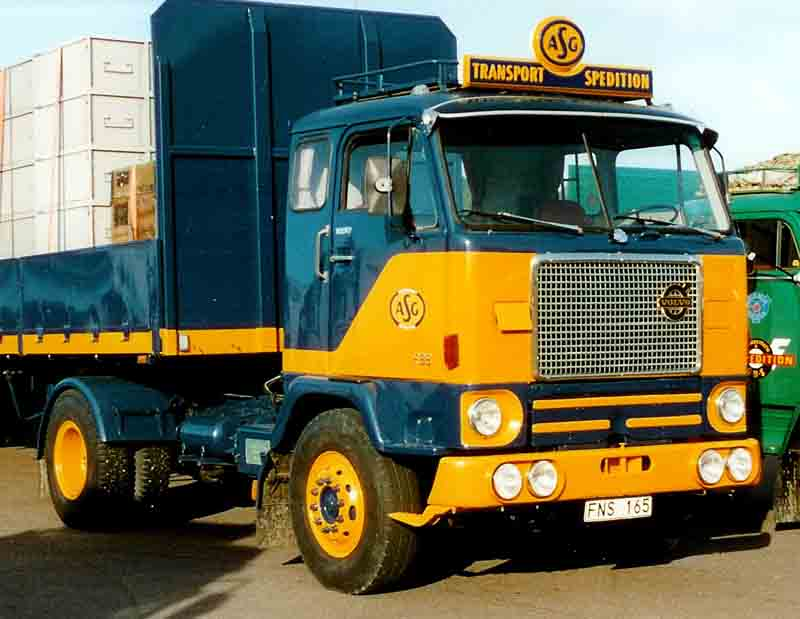
Volvo F88-49T, 1970

### Jaren 70
- F82S (1972-1975)
- F83S (1972-1975)
- F89 (1970-1977)
- N7/N10/N12 (1973-1988)
- F4/F6 (1975-1986)
- F10/F12 (1977-1986)
- F6S/F7 (1978-1986)

### Jaren 80
- FL4/Fl6 (1985-1995)
- FL7/FL10/FL12 (1985-1998)
- F10/F12/F16 (1987-1993)
- NL10/Nl12 (1989-1999)

### Jaren 90
- FH12/FH16 (1993-2005)
- FLC/FL6 (1996-2006)
- FM7/FM10/FM12 (1998-2001)